# 青木菜摘
青木 菜摘（あおき なつみ）の名義の時は、1988年10月20日生まれ。日本のAV女優、元グラビアアイドル。
デビュー当時、椎野まお（しいな まお）の名義の時は、1989年1月6日生まれ。日本のAV女優、元グラビアアイドル。

## 略歴
AVデビュー前は椎野 まおとしてグラビアアイドルとして活動していた。
2008年1月にしいの まおとして『本物!元女子校生アイドル これで最後にしてください。』でアタッカーズ専属単体女優としてAVデビューした。
2008年7月に事務所移籍に伴い青木 菜摘に改名。改名後はキカタン女優として活動。

## 椎野 まお、しいの まお名義
特技・趣味:水泳、カラオケ、買い物

### イメージビデオ
椎野まお 名義
- ひるまお よるまお/椎野まお (2006年8月5日 ビーエムドットスリー)

### アダルトビデオ
しいのまお 名義
2008年
- 本物!元女子校生アイドル これで最後にしてください。（1月7日、アタッカーズ）[3][4]
- 本物!元アイドル凌辱 業界残酷物語7（3月7日、アタッカーズ）共演:山崎亜美[3]
- 貞操帯の女4（3月7日、アタッカーズ）共演:つかもと友希、姫咲りりあ[3][4]
- 楠木女学院 奴隷色のステージ（6月7日、アタッカーズ）共演:寧々、香椎杏子、姫咲りりあ、紅りんご、牧本千幸[3]
- 楠木女学院 奴隷色のステージ 3（11月7日、アタッカーズ）共演:君野ゆめ、友田真希、成宮由希[3][4]

2009年
- 「本当に最後にしてください。」 これで最後にしてくださいBEST（1月7日、アタッカーズ）他出演:桃瀬れな、みなみちょこ、華村美里、茅ヶ崎ありす 他4名[3]
- 女子校生Wアナル&レズビアン 犯された天使の愛し方（2月7日、アタッカーズ）共演:姫咲りりあ[3][4]

### テレビ出演
椎野まお 名義
- サバドル! （2007年7月 テレビ東京）

## 青木菜摘 名義
特技・趣味:カラオケ、買い物、写真、水泳

### 出演作品
2008年
- SUPER JUICY AWABI SEASON II 淫幼肉壺堕逝半狂乱 狂い泣く女子校生残酷哀歌 VOL.1（8月30日、Baby Entertainment）[4]
- 極悪折檻 水責め地獄（10月1日、CORE）[4]
- ザ・カメラテスト 60 挿入テストですか!?まだ心の準備が…（10月11日、アテナ映像）他出演:観月マヤ、夏樹しおり、神谷裕子、藤原みゆ[4]
- 僕の体を石鹸で泡だらけにして洗ってください。（11月7日、OFFICE K'S）他出演:稲森ケイト、星倉なぎさ、一条れん、姫宮ラム[4]
- 日本国民全裸の日（11月20日、アキノリ）共演:鮎川詩音、若菜、桜庭彩 他[4]
- 闇営業中のフル勃起エステ 5（11月20日、ホットエンターテイメント）他出演:中居みゆ 他
- レズの華が咲く頃。 VOL.2（12月12日、U&K）共演:工藤れいか[4]
- フェラ!!大好き!? ナンパギャル編（12月13日 隼エージェンシー）他出演:神谷りの、姫川みなみ、涼宮ラム
- 今日から僕は女子高の教師になっちゃいました（12月18日、アキノリ）共演:工藤れいか、若菜、夏川あさみ、桜庭彩 他
- Hな女子校生（12月19日、ミスター・インパクト）[4]

2009年
- 火曜日は全裸登校日 2（1月1日、アキノリ）共演:石黒あすか、姫宮ラム、伊吹ゆうな 他[4]
- 転校したら男は僕一人ぼっちだった…。 5（2月5日、アキノリ）共演:姫宮ラム、佐伯奈々、鈴木千里、伊吹ゆうな[4]
- 完全主観 可愛い教え子と密室温泉旅行（2月5日、アキノリ）共演:桜井エミリ、桜庭彩[4]
- 猟奇の檻48（2月16日、アートビデオ）[4]
- おっぱい乳首いじり 1（3月6日、映天）他出演:秋月まひる、涼宮ラム、鈴木千里、南しずか、流ダイヤ、阿部らん
- ブーツが似合う女のペニバン調教 3（3月25日、未来・フューチャー）共演:観月さな[4]
- JKSP 見せつけオナニーしまくり120分（4月1日、ABC/妄想族）他出演:秋月まひる、鈴木千里、工藤れいか、涼宮ラム、ひなのりく、流ダイヤ、東条かれん、青山ひかる、南しずか
- Les Berry vol.1（4月17日、U&K）共演:工藤れいか、他2名出演[4]
- 女子社員 禁断のレズ温泉（4月23日、ヒビノ）他5名出演[4]
- タレント志望の女の子ダマして喰っちゃいました。 VOL.02（8月20日、サムシング）[4]
- 家出援交少女 なつみ（8月22日、ラマ）[4]
- 全身舐め合い相互愛撫（12月25日、OFFICE K'S）共演:片桐めい、佐伯奈々、涼宮ラム

2010年
- みだら泣き愛奴図鑑 女芯悦獄 27（9月25日、アートビデオ）「猟奇の檻47（夏芽涼）」、「猟奇の檻48（青木菜摘）」、「猟奇の檻49（観月さな）を収録[4]

2011年
- デカ尻好きなレズビアン DX（12月25日、ジャネス）共演:観月さな、他8名出演[4]

2012年
- ORGASMUS SUPER BEST 淫部まる見え!パイパンアクメ研究所 無毛狂慌快楽地獄（4月20日、Baby Entertainment）他多数出演[4]